# Kagi no kakatta heya
Kagi no Kakatta Heya (部屋 の か か っ 部屋 部屋, Locked Room) è un dorama stagionale giapponese Getsuku del 2012 creato attorno all'enigma della camera chiusa trasmesso da Fuji Television dal 16 aprile al 25 di giugno. La serie televisiva è basata sul ciclo di romanzi Kei Enomoto di Yusuke Kishi intitolati The Glass Hammer (子 の ハ ン マ ー), La casa di Will-o'-the-Wisp (狐 火 の 家) e The Locked Room Murders (鍵 の か か っ た 部屋). 
Vede la partecipazione di Satoshi Ohno, Erika Toda e Kōichi Satō, ed in media ha ottenuto un punteggio di pubblico del 16,0%. In seguito, il 3 gennaio 2014 è stato trasmesso anche uno special che ha ottenuto un punteggio di spettatori del 15,9%.

## Trama
Kei Enomoto lavora per una compagnia di sicurezza ed investigazione privata con sede a Tokyo. Egli non è una persona facile con cui familiarizzare, sempre calmo, tranquillo e inavvicinabile, con un passato totalmente sconosciuto agli altri; considerato un maniaco degli studi di Fisica, Scienza e Architettura, è certo del fatto che non vi è alcun mistero che non possa essere svelato. 
Un giorno viene contattato dall'avvocato Junko Aoto, che chiede ad Enomoto di fare luce sull'enigma sorto a seguito di un omicidio verificatosi apparentemente all'interno di una stanza chiusa a chiave. Possedendo una grande quantità di conoscenze proprie e adattate "ad personam" proprio per il lavoro che svolge Enomoto inizia le indagini a fianco di Aoto e del suo avvocato senior nello studio legale Gou Serizawa. 
Aoto è un tipo semplice che agisce spinto dal suo istinto, mentre Serizawa è un elitario orgoglioso che vede il tempo come denaro e non assumerà mai alcun lavoro che non sia anche estremamente redditizio. Mentre la storia si evolve i tre lavorano a stretto contatto per risolvere i misteri della stanza chiusa a chiave uno dopo l'altro.

## Star ospiti
- Keisuke Horibe: Masatomo Kusakabe (ep.1)
- Morio Kazama: Seiichi Ikehata (ep.1)
- Akira Hamada: Maruyama (ep.1)
- Atsuko Anami: Fumiko Tashiro (ep.1)
- Tatsuo Nadaka: Odaka (ep.1)
- Ryunosuke Hashino: Daiki Matsuda (ep.1)
- Ken Maeda: Kawasaki (ep.1)
- Shido Nakamura: Aiichirou Aida (ep.2)
- Masahiro Takashima: Yoshio Takazawa (ep.2)
- Mayuko Fukuda: Miki Takazawa (ep.2)
- Momoka Yamada as Miki Takazawa (child) (ep.2)
- Soutarou Wada as Hiroki Takazawa (ep.2)
- Atsuki Ishii as Hiroki Takazawa (child) (ep.2)
- Hiroki Machida as student (ep.2)
- Saki Aibu: Nahoko Kurusu (ep.3)
- Shūgo Oshinari: Shiyuuya Nakano (ep.3)
- Rio Yamashita: Mari Inagaki (ep.3)
- Masaru Hotta as (ep.3)
- Miho Shiraishi: Mika Kuwashima (ep.4)
- Satoru Matsuo: Toshiki Furumizo (ep.4)
- Reina Asami: Yaguchi (ep.4)
- Kazuko Kato as Etsuko Kuwashima (ep.4)
- Koichiro Kanzaki (ep.4)
- Hirofumi Arai: Shunji Sugisaki (ep.5)
- Megumi Seki: Kana Iikura (ep.5)
- Ayaka Komatsu: Misato Saito (ep.5)
- Keiko Horiuchi as Nao Hatakeyama (ep.6)
- Akito Kiriyama as Yuki Ioka(ep.6)
- So Yamanaka as Yakushiji (ep.6)
- Kōtarō Yoshida: Masayuki Nishino(ep.7)
- Mitsuru Hirata: Haruhiko Endo (ep.7)
- Tomohiro Kaku: Takeru Nishino (ep.7)
- Ei Morisako as Manami Nishino (ep.7)
- Kokoa Ishii as Asuka Nishino (ep.7)
- Megumi as Rikako Anzai (ep.8)
- Mayuko Iwasa: Asami Tachibana (ep.8)
- Mirai Shida: Tomoko Nakata (ep.8)
- Atsuwo Ohuchi as reporter (ep.8)
- Shō Aikawa: Jiro Nonogaki (ep.9)
- Koh Takasugi as Kenya Sakaguchi (ep.9)
- Ryohei Suzuki: Mitsuo Hatta (ep.9)
- Yuki Sato: Katsumi Inuyama (ep.9)
- Hajime Inoue as Masashi Okasaki (ep.9)
- Rina Hatakeyama as Misa Hatta (ep.9)
- Ryo Iwamatsu as Koutatsu Togashi (ep.9)
- Yutaka Kato as security guard (ep.10)
- Hiroshi Tamaki: Manabu Satou (ep.10-11)
- Kazuma Suzuki: Masaki Ebara (ep.10-11)
- Shinsho Nakamaru as Tokuji Hisanaga (ep.10-11)
- Katsuhiko Sasaki: Shozo Ebara (ep.10-11)
- Mayuko Nishiyama as Hiromi Itou (ep.10-11)
- Tsubasa Honda: Shinobu Kawamura (ep.10-11)
- Daikichi Sugawara as Shinichi Iwakiri (ep.10-11)
- Yasuto Kosuda as Osamu Anyouji (ep.10-11)
- Tomomi Maruyama as Detective Manda (ep.10-11)